# Chorrambid (Verwaltungsbezirk)
Chorrambid (persisch خرم‌بید) ist ein Schahrestan (persisch شهرستان) in der iranischen Provinz Fars. Er enthält die Stadt Chorrambid, welche die Hauptstadt des Verwaltungsbezirks ist. 

## Kreise
- Zentral (بخش مرکزی)
- Mashad Marghab (بخش مشهد مرغاب)

## Demografie
Bei der Volkszählung 2016 betrug die Einwohnerzahl des Schahrestans 50.522. Die Alphabetisierung lag bei 88 Prozent der Bevölkerung. Knapp 83 Prozent der Bevölkerung lebten in urbanen Regionen.
| Zensusjahr | Einwohnerzahl |
| ---------- | ------------- |
| 2011       | 50.252        |
| 2016       | 50.522        |